# Modele ale procesului de inovare
În decursul dezvoltării industriale au existat o serie de încercări de a impune o anumită ordine conceptuală în analiza procesului de inovare, cu scopul de a înțelege natura și modul de desfășurare a activităților de inovare și pentru a asigura o bază mai sigură necesară formulării politicilor de inovare. În această privință, au fost elaborate diferite modele ale procesului de inovare pe baza cărora să fie posibilă ordonarea gândirii noastre asupra inovării. De regulă, astfel de modele ale procesului de inovare au fost divizate în câteva faze sau stadii care se referă la cercetarea de bază (fundamentală), în care apar noi descoperiri științifice, cercetarea aplicativă în care descoperirile științifice sunt transformate prin proiectare-inginerie în elaborări practice de noi produse, procese, servicii; aceste noi realizări tehnico-științifice inovative, în urma unor procese de producție sunt transformate în bunuri comercializabile care sunt difuzate în cadrul economiei. Roy Rothwell (1994) a oferit o perspectivă istorică a procesului de inovare, sugerând că opiniile asupra naturii procesului de inovare au evoluat de la un model liniar (decada 1950-1960) spre modele complexe și integrate (1980-1990). Modelele de inovare detaliază relațiile și fluxurile de informații între departamentele firmelor industriale și în relație cu clienții.

## Modelarea procesului de inovare
Rothwell (op.cit.) a identificat 5 generații de modele ale procesului de inovare care relevă etapele de evoluție a realității economice și a gândirii economice a comunității oamenilor de știință.
Prima generație de modele liniare care au fost prevalente între anii 1950-1960 (vezi și en:Linear model of innovation) a fost reprezentată de modele de tip "technology push" ("tehnologia care împinge"), considerându-se că inovațiile tehnologice apar sub impulsul activităților de cercetare-dezvoltare : procesul de inovare începe cu o descoperire științifică (cercetare fundamentală), trece printr-o invenție care este valorificată apoi prin proiectare-inginerie și activități de producție și se sfârșește cu marketingul și vânzarea noului produs inovativ sau a noului proces inovativ care sunt "împinse" pe piață. În această abordare, se consideră deci că procesul de inovare este constituit din faze secvențiale, distincte conceptual și temporal, caracterizate prin relații uni-direcționale (fără feedback-uri).
Fazele modelului de inovare "technology push" sunt: 
Cercetare fundamentală → Proiectare→Fabricație→Marketing→ Vânzări
Probabilitatea succesului inovației realizate în modul "technology push" este produsul dintre probabilitatea succesului tehnologic și probabilitatea succesului comercial pentru respectiva tehnologie inovativă. Industria farmaceutică este caracterizată mai ales de modelul technology-push.
A doua generație de modele a apărut la sfârșitul decadei 1960 și începutul anilor 1970, fiind denumite "market pull" (în trad. "piața care trage"). Aceste modele sunt de asemenea liniare și presupun că inovațiile derivă dintr-o cerință percepută de piață, care influențează direcția și rata dezvoltării tehnologice, iar cercetarea-dezvoltarea are numai rol reactiv în procesul inovațional. Orientarea întregului proces inovațional are loc spre satisfacerea  exigențelor consumatorilor.
Fazele  modelului "market pull" sunt următoarele:
Cerințele pieței→ C&D→ Fabricație→ Vânzări
Modelul market pull este bine reprezentat de  industria alimentară.
Ambele modele liniare au fost supuse unor serii de critici, deoarece erau reprezentări foarte simplificate care distorsionează realitatea procesului de inovare, proces care nu este liniar, ci este afectat de bucle de feedback între fazele în curs de desfășurare.
A treia generație de modele este reprezentată de așa-numitul proces de inovare "prin cuplaj" , care poate fi considerat ca o cuplare (combinare) a modelelor "technology push" și "market pull". Acest model este centrat pe un proces interactiv, cu accent pe efectele de feedback între fazele de piață și de cercetare ale modelelor liniare precedente.
Procesul de inovare "prin cuplaj" este secvențial din punct de vedere logic, deși nu neapărat continuu și poate fi divizat în faze interdependente distincte funcțional, însă care interacționază prin feedback-uri spre faza precedentă. Modelul sugerează că furnizorii și clienții trebuie să fie strâns "cuplați" în echipe integrate de dezvoltare a produselor.
A patra generație de modele (anii 1980-anii timpurii '90) au fost denumite modele ale proceselor de inovare integrate funcțional și se caracterizează prin integrarea și dezvoltarea produselor în paralel (simultan), în loc de modul secvențial de implicare a departamentelor companiei care sunt responsabile pentru proiectarea și dezvoltarea noilor produse. Aceste modele se bazează, în special, pe metodele de dezvoltare a produselor folosite de industriile japoneze de automobile și de produse electrotehnice. Companiile japoneze inovatoare realizează integrarea funcțională a activităților diferitelor departamente interne pe parcursul procesului de inovare și totodată integrarea în procesul de dezvoltare a furnizorilor, clienților și partenerilor. Integrarea în interiorul firmei are loc în amonte cu furnizorii principali și în aval cu clienții activi (solicitanți ai produselor firmei). Modelele celei de-a patra generații relevă iterații complexe, bucle de feedback și relații reciproce între marketing, C-D, operațiuni, distribuție. Procesul de inovare recunoaște acum rolul care poate fi jucat de alianțe cu alte firme și cu competitori.
A cincea generație de modele, apărute în anii '90, este reprezentată de procese de integrare a sistemelor și inovare în rețea (cu acronimul SIN). Aceste modele se bazează pe o mai mare integrare generală a sistemelor și organizațiilor, pe formarea unor rețele de colaborare a "actorilor" inovatori, formate din furnizorii esențiali, clienți, alte companii industriale, universități, comunitățile din care fac parte firmele etc. cu scopul de a profita de combinarea tehnologiilor și de a rezolva problemele de mare complexitate ale noilor produse. Inovarea în rețea include implicarea unor noi instrumente electronice, ca de exemplu, modelarea prin simulare, sisteme CAD/CAM , utilizarea de sisteme-expert pentru proiectare și fabricarea rapidă a prototipurilor fizice (Rapid prototyping) -toate acestea conducând la așa-numita digitalizare a procesului de inovare. În cadrul sistemelor de inovare în rețea se organizează echipe integrate de dezvoltare în paralel care abordează procesul de creare a noilor produse pe baza conceptului de inginerie concurentă (sau simultană), mai degrabă decît pe baza dezvoltării secvențiale.(Vezi en:Concurrent engineering) Cercetarea, dezvoltarea, designul și proiectarea au loc în iterații concurente. Activitățile creatoare de valoare ale firmei sunt intim legate cu furnizorii și clienții, cu rețelele și comunitățile în care sunt incluse firmele.
Procesul de inovare din a cincea generație este un răspuns la nivelurile înalte de risc și incertitudine în inovare. In cadrul firmelor există o focalizare crescândă asupra utilizării celor mai bune practici și forme organizaționale, care să permită flexibilitate și sensibilitate maximă în raport cu piețele impredictibile și turbulente.
D.Gann și M.Dodgson (2007, op.cit.) consideră că poate fi identificat un proces de inovare din a șasea generație , care este condus de oportunitățile amplificate de utilizare a creativității și ideilor distribuite între diverșii actori din interiorul și exteriorul firmei, precum și de optimizare prin simulare și modelare nu numai a creării și difuzării noilor produse și servicii și procese prin care acestea sunt produse și livrate, ci și a celor mai efective strategii pentru livrarea de valoare.
In a șasea generație de modele de inovare se încadrează abordarea IvT (Innovation Technology)(D.Gann și M.Dodgson, 2007, op.cit.) care se bazează pe diferite instrumente pentru rezolvarea problemelor, cum sunt modelarea, simularea, realitatea virtuală, extracția datelor (din baze de date)-(data mining-l.engl.), inteligența artificială, prototiparea rapidă etc. Tehnici de extracție a datelor au fost folosite, de exemplu, pentru a analiza date asupra unor volume mari de clienți, pentru identificarea segmentelor de piață pentru oferte noi de servicii foarte țintite. Abordarea IvT a fost utilizată în mari proiecte de inginerie, cum sunt proiectarea Millennium Bridge din Londra, reconstrucția Turnului Înclinat din Pisa, proiectarea, crearea și construirea Muzeului Guggenheim din Bilbao etc. Muzeul Guggenheim din Bilbao a fost proiectat cu suportul sistemului software CATIA. În acest nou model al procesului de inovare, Tehnologiile de inovare (IvT) creează inovația, fiind în relație cu Tehnologiile Informației și Comunicațiilor (ICT) care fac posibilă inovarea și cu Tehnologiile de Fabricație și Operaționale care implementează inovația. Avantajele realizate și potențiale ale acestor tehnologii de vârf utilizate în inovare pot fi ilustrate prin luarea în considerare a tehnicilor de simulare utilizate în testele de distrugere generate pe calculator pentru proiectanții de automobile. Acestea oferă avantaje semnificative pentru fabricanții de automobile, prin reducerea timpilor de dezvoltare și a costurilor, evitându-se necesitatea fabricării lente a prototipurilor pentru testele de siguranță în fazele timpurii ale procesului de proiectare și cheltuielile pentru distrugerea fizică a acestora. 
Unele dintre modelele de inovare liniare prezentate sunt mai adecvate pentru anumite industrii și în anumite contexte. De exemplu, modelul "Technology push" poate fi observat în domeniul tehnologiilor complexe (în industria farmaceutică), în timp ce inovațiile "Market pull" sunt reprezentate mai bine în industria alimentară. Însă în multe organizații, procesul de inovare este mai mult sau mai puțin un amestec al acestor două modele.
Modelele liniare au fost comparate, metaforic, cu o conductă, deoarece conform acestor construcții teoretice, o creștere a fluxurilor de inputuri, dinspre amonte, va conduce la creșterea directă a numărului de noi produse și procese comercializabile, care vor influența fluxul în aval.
Pentru a rezuma, modelele procesului de inovare au evoluat de la modele liniare simple la modele complexe de inovare în rețea cu integrarea sistemelor.
Istoricul modelelor liniare. Modelele liniare ale proceselor de inovare au reprezentat, la originea lor, construcții teoretice ale industriașilor, consultanților și instituțiilor educaționale de afaceri, secondate de economiști. Sursa precisă a modelului liniar rămâne nebuloasă și nu a fost niciodată documentată.
Unii autori consideră că acest model provine direct din lucrarea lui V.Bush (1945) "Science: The Endless Frontier. V.Bush a evidențiat legăturile cauzale dintre știință (și anume cercetarea de bază) și progresul socio-economic, totuși nu a dezvoltat un argument complet pe baza unui proces secvențial, divizat în elementele (fazele) sale.
Benoit Godin (2006) consideră că modelul liniar s-a dezvoltat în timp în trei etape. În prima etapă, de la începutul secolului XX până la circa 1945, a fost construită legătura cauzală dintre cercetarea de bază și cercetarea aplicativă. În a doua etapă,desfășurată între 1934 până la circa 1960, a fost adăugat un al treilea termen în discuție, și anume dezvoltarea experimentală. Ultima etapă, începută în anii 1950, a extins modelul liniar la activități non-C&D, cum sunt producția și difuzarea. Această ultimă extindere a modelului liniar a fost elaborată de economiști din școlile de afaceri. Cele trei etape de dezvoltare a modelului corespund celor trei preocupări sau politici publice: susținerea publică pentru cercetarea universitară (cercetarea de bază), importanța strategică a tehnologiei pentru industrie (dezvoltarea) și impactul cercetării asupra economiei și societății (difuzarea). Este de menționat, totuși, că oponenții (criticii) modelului liniar consideră că liniaritatea este o ficțiune și că modelul este o entitate retorică. (Godin, Benoit, 2006, op.cit.).

## Modelul Abernathy-Utterback
Abernathy și Utterback (1975) au prezentat un model dinamic al inovării de produs și de proces. În acest model se consideră că inovațiile de produs predomină în etapele timpurii ale procesului de inovare, cînd inovațiile de proces sunt flexibile și firma urmărește să cîștige avantaje competiționale prin maximizarea performanțelor produsului. Pe măsura trecerii timpului, accentul competițional se deplasează pe variante ale produselor, iar procesul de producție devine mai rigid, cu formarea de "insule de automatizare". Acum predomină inovațiile de proces, necesitate de creșterea volumului de producție. În a treia etapă, predomină inovațiile incrementale de produs și de proces, pentru că competiția este focalizată pe minimizarea costurilor. Modelul Abernathy-Utterback nu se aplică în toate ramurile industriale, ci se pretează în special pentru industria de automobile, electronică, mecanică, chimică.

## Procesul faze-porți
Pentru dezvoltarea noilor produse au fost elaborate sisteme de procese faze-porți (Cooper, R.G., 1990) (Vezi: Procesul faze-porți) Procesele faze-porți sunt încununate de succes în industrii și domenii dominate de inovații "market-pull". În industrii în care știința sau tehnologia sunt factori dominanți (inovații "technology-push"), procesele faze-porți sunt prea rigide și lente.

## Modelul Van de Ven
Profesorul Andrew H. Van de Ven și colaboratorii au elaborat un model general al proceselor de inovare, care se bazează pe următoarele opinii:
٭dezvoltarea inovației se desfășoară într-o progresie periodică de stadii sau faze, sau într-o succesiune aleatorie de evenimente probabile;
٭comportamentul inovativ este impredictibil și implică un mecanism cu caracter aleatoriu sau "cu variabile multiple;
٭procesul de dezvoltare a inovației converge spre un rezultat final care este întrucîtva diferit de condiția inițială;
٭parcursul (journey- l.engleză) inovației apare în mod predictibil, cibernetic.
Autorii acestui model consideră că inovația este un proces repetitiv, convergent și divergent, prin urmare proiectele de generare a inovației nu au un parcurs liniar de la momentul inițial spre final, ci rezultatele parțiale sunt precursori pentru idei noi. Inovarea presupune abordarea necunoscutului, evenimente neprevăzute, obiective ambigui, astfel că este ,în mod inerent, un proces haotic. Van de Ven et al.(op.cit.) propun un model de proces inovativ care cuprinde trei etape: 1) inițierea; 2) dezvoltarea; 3) implementarea/finalizarea.
Inițierea este perioada de la generarea ideii și până la transformarea acesteia într-un concept viabil. Inovațiile sunt declanșate de "șocuri": profesioniștii inițiază acțiuni inovative atunci când ajung la un prag de insatisfacție sau la o oportunitate. Efortul de a defini un concept asupra produsului sau serviciului care constituie obiectul inovării este un proces iterativ. Dacă inovarea pornește de jos în sus ("bottom-up") de la inovatori care vor să promoveze o idee de jos în sus, atunci de obicei nu există un plan de dezvoltare a acesteia.
Etapa de dezvoltare se caracterizează prin următoarele: a) ideea inițială se dezvoltă în mai multe idei și activități care urmează căi divergente, paralele sau convergente, parcurse de diferitele unități ale organizației; b) greșelile și "buclele de feedback" sunt parte integrantă din proces, deoarece situațiile neprevăzute afectează ceea ce s-a acceptat inițial; c) problemele majore necesită totdeauna luarea unor decizii de către manageri; d) inovatorii sunt adesea implicați în activități cu concurenții, furnizorii și agențiile guvernamentale pentru a crea infrastructura necesară implementării.
Etapa de implementare/finalizare. Implementarea unei inovații presupune numeroase resurse. Această etapă constituie un proces complex de integrare a resurselor și a infrastructurii, pentru a satisface cerințe predefinite.

## Modele interactive ale procesului de inovare
Modelele interactive diferă substanțial de cele liniare, reprezintă o alternativă la acestea, fiind mult mai precise în descrierea relațiilor complexe din cadrul proceselor de inovare. Din categoria modelelor interactive face parte modelul cu legături în lanț (chain-linked model- l.engl.), care a fost propus de Stephen Kline și Nathan Rosenberg în 1986. Conform acestui model, inovarea apare din interacțiunea dintre oportunitățile de piață (comerciale) și oportunitățile tehnologice (capabilități)ale firmelor.
Modelul cu legături în lanț pleacă de la perceperea unei  noi oportunități de piață și/sau a unei invenții care sunt urmate de un proiect analitic pentru un nou produs sau proces, elaborat pentru a satisface acea necesitate (cerință) de pe piață. În etapa următoare, are loc dezvoltarea efectivă a inovației, printr-un proiect detaliat și testare, după care are loc producția de volum complet, iar în final, marketing și distribuție pentru a accelera vînzările. Nu există însă o simplă avansare uni-direcțională de la o etapă la cea următoare, ci modelul implică bucle de feedback între etapele (fazele) procesului inovativ.
Modelul cu legături în lanț se particularizează prin faptul că implică cinci traiectorii majore de activități pe parcursul procesului de inovare. Prima traiectorie este denumită lanțul central de inovare și începe cu un proiect care se continuă prin dezvoltare și producție spre marketing și distribuție. Această primă traiectorie are un caracter liniar. A doua traiectorie  este reprezentată de bucle de feedback care leagă fiecare fază din avalul lanțului central cu cea care o precede. Dintre acestea, cel mai important este feedback-ul de la clienții sau utilizatorii viitori ai inovației. A treia traiectorie de activități indică legăturile dintre C-D  și toate fazele procesului de inovare. Cea de-a patra traiectorie a inovării descrie alimentarea procesului de inovare pe baza fondului de cunoștințe existente și prin cercetare originală. Ultima traiectorie a inovării reprezintă feedback-ul de la produsele inovării spre știință, adică oportunitățile deschise de inovații pentru progrese în cercetarea științifică; această traiectorie semnifică faptul că noile echipamente sau instrumente inovative stimulează știința.
Meritul modelului de inovare cu legături în lanț este că prin cele cinci traiectorii diferite ale procesului sunt indicate diferitele surse ale inovării care ilustrează adevărata diversitate și complexitate a proceselor de inovare.

## Modele matematice ale procesului de inovare
O inovație Ik se poate defini ca o invenție Ts(Ik) având cel puțin un anumit succes comercial Ms(Ik).Armelle Le Corre și Gerald Mischke au definit noțiunea de inovație Ik prin următoarea ecuație:
Ik = Ts(Ik)&Ms(Ik)
în care Ts este succesul tehnologic,iar Ms -succesul comercial al Ik.
O inovație Ik trebuie să aibă caracter de noutate, să fie fezabilă și să îmbunătățească, cel puțin într-o anumită măsură, tehnologia existentă.
A obține un succes comercial înseamnă, în termeni economici, că costurile totale Tc(Ik) pentru a produce inovația Ik sunt mai mici sau egale cu profiturile comerciale respective obținute Mp(Ik) :
Tc(Ik)< Mp(Ik)
Pentru modul de inovare "technology-push", probabilitatea succesului inovației Ps este produsul dintre probabilitatea succesului tehnologic (Ts) și probabilitatea succesului comercial (Ms) pentru acea tehnologie, adică:
Ps(Ip)= Ps(Ts(Ip))٭ Ps(Ms(Ip)ǀ Ts(Ip))
Pentru modul de inovare "market-pull", probabilitatea succesului  inovației este proporțională cu produsul dintre probabilitatea succesului comercial și probabilitatea succesului tehnologic pentru acea piață, adică:
Ps(Ip))= Ps(Ts(Ip)ǀ Ms(Ip))٭ Ps(Ms(Ip))
Pentru ca un proiect de inovare Ip(Ik) să ajungă la o inovație potențială Ik este necesară o succesiune de N pași, numerotați de la 0 la N: Ip0(Ik)...IpN(Ik).

## Model de dezvoltare de tip spirală
Modelul de dezvoltare de tip spirală concepe dezvoltarea produselor ca o reprezentare în spirală, în care fiecare buclă reprezintă o fază a procesului. Procesul de dezvoltare de tip spirală este convenabil pentru dezvoltarea produselor software, acest proces funcționează ușor cu proprietățile emergente și soluțiile parțiale ale unui software, așa cum sunt interfețe, algoritmi sau succesiuni alternative de evenimente.
Principiul dezvoltării de tip spirală este un model evolutiv de dezvoltare a sistemelor. Acest model combină natura iterativă a prototipării cu abordarea sistematică a fazelor procesului. Fiecare fază a procesului de dezvoltare se termină cu evaluarea riscului și construirea unui prototip care este o versiune de lucru a software-ului. Versiunea completă și finală va fi produsă numai după un număr adecvat de iterații (bucle în spirală). Fiecare prototip este utilizat pentru a determina dacă proiectul trebuie să fie continuat, stopat sau înapoiat la fazele precedente.
Modelul în spirală constă, principial, din șase activități-cadru: 1) Comunicarea cu clienții; 2) Planificarea; 3) Analiza riscului; 4) Ingineria; 5) Construirea și instalarea; 6) Evaluarea de către clienți.
a) Comunicarea cu clienții: această fază constă din sarcini care stabilesc comunicarea efectivă dintre dezvoltator și client.
b) Planificarea (dezvoltării) constă din sarcini care definesc resursele, limitele de timp și alte informații referitoare la proiect.
c) Analiza riscului se concentrează pe evaluarea riscurilor tehnice și de management.
d) Ingineria constă din sarcini care construiesc reprezentările software-ului.
e) Construirea și instalarea constă din sarcini  care urmăresc construirea, testarea, instalarea software-ului și asigură suportul pentru client.
f) Evaluarea de către clienți implică sarcini pentru obținerea feedback-ului de la clienți pentru evaluarea reprezentărilor software-ului creat în timpul fazei de Inginerie și instalat în timpul fazei de Construire și Instalare.
Modelul prevede ca firmele să poată dezvolta produse efectuând sondarea segmentelor de piață potențiale cu "prototipuri", după care are loc învățarea din erori, modificarea și sondarea din nou.
Modelul de tip spirală este util pentru proiecte care implică elemente de risc ridicat, proiecte mari și complexe. Pentru proiecte cu elemente riscante este benefic să se deruleze o serie de iterații, pentru reducerea riscurilor.

## Modele de procese de inovare în literatura germană
Una dintre cele mai frecvent citate scheme ale procesului de inovare, în zona cu expresie în l. germană, este cea dezvoltată de N.Thom (1992) Schema procesului de inovare, propusă de N.Thom (op.cit.), se concentrează pe trei faze principale: generarea ideii, acceptarea ideii și implementarea ideii.
În faza de generare a ideii se determină domeniul ideilor, are loc găsirea ideii și propunerea ideii.
Faza de acceptare a ideii implică evaluarea ideii, pregătirea planelor de implementare și decizia asupra unui plan de implementare.
Faza de implementare a ideii inlude realizarea concretă a unei noi idei, vînzarea noii idei la grupurile-țintă și verificarea acceptării.
Modelul propus de N.Thom este totuși extrem de general și nu detaliază structura activităților procesului de inovare.
Modelul de proces elaborat de Pleschak et al. (1996) este mai detaliat, acesta include și posibilitatea trunchierii în timpul fiecărei faze a procesului, din cauza respingerii ideilor pentru soluționarea problemelor, eșecurilor tehnice sau economice. Modelul Pleschak et al. pleacă de la necesitățile clienților care conduc la generarea de idei, planificarea proiectului și programului de inovare, cercetarea și dezvoltarea (în cooperare  cu institute de cercetare sau organizații de transfer tehnologic), introducerea pe scară largă în producție, lansarea pe piață a produsului. După fiecare fază, modelul prevede idei, proiecte respectiv invenții care pot fi afectate de eșecuri.
Modelul procesului de dezvoltare a noilor produse sau procese, conceput de Ebert et al. (1992) se particularizează prin includerea specificațiilor de cerințe (caiet de sarcini) derivate din necesitățile clienților precum și a specificațiilor funcționale impuse în proiectul de cercetare și dezvoltare.
Pentru a rezuma, multe modele de procese inovaționale în literatura germană se aseamănă cu  procesul faze-porți elaborat de R.G.Cooper. Utilizarea standardizată, în modele, a specificațiilor de cerințe și în particular a celor funcționale deosebesc procesele de dezvoltare a noilor produse în zona cu expresie în l.germană, față de alte țări.
Se poate conchide, de asemenea, că nu există un model de proces de inovare general aplicabil. Diferitele modele de procese de inovare au sens ,pur și simplu, pentru că ele adresează obiective sau probleme diferite sau implică o focalizare diferită.

## Modelul elicei triple
Modelul "elicei triple" a relațiilor universitate-industrie-guvern constituie un model neo-evolutiv al procesului de inovare, este un model pentru analiza inovației într-o economie bazată pe cunoaștere. Definiția dată de Henry Etzkowitz (2002) menționează că " elicea triplă este un model de inovare de tip spirală care descrie relațiile reciproce multiple în diferitele puncte ale procesului de acumulare a cunoașterii." Acest concept a fost abordat și de către unii autori români, cum sunt: Miron, D.(2008); F.G.Filip și N.Vasiliu (2009). Agenția suedeză pentru inovare VINNOVA a adoptat modelul elicei triple cu scopul de a oferi soluții eficiente pentru problemele de generare, transfer de tehnologie și utilizare a noilor cunoștințe (Miron, D.,op.cit.).
Modelul elicei triple este caracterizat prin trei dimensiuni. Prima dimensiune este transformarea internă în fiecare dintre elice, ca de exemplu dezvoltarea legăturilor laterale dintre companii, prin alianțe strategice sau asumarea de către unele universități a misiunii de dezvoltare economică. A doua dimensiune este influența interacțiunilor reciproce a unei elice asupra alteia. A treia dimensiune este crearea unei noi suprapuneri a rețelelor trilaterale și a organizațiilor, din interacțiunea celor trei elice, formată cu scopul de a ajunge la noi idei și formate pentru dezvoltarea "high-tech".
Modelul integrează activitățile din trei "sfere instituționale": cercetare, industrie și stat. Prima categorie este compusă din cercetători implicați în aplicarea noilor concepte, modele și instrumente pe care le dezvoltă, precum și universități care concep programele lor educaționale orientate spre formarea noilor competențe ale viitorilor absolvenți. A doua categorie este constituită din factori de decizie din industrie (antreprenori, investitori, manageri executivi). A treia categorie este formată din factorii de decizie din instituțiile legislative și executive ale statului, care reglează în mod legal condițiile pentru funcționarea industriei, centrelor de cercetare și universităților, alocă fonduri publice pentru C-D și pentru educație.
Au fost identificate trei forme principale ale modelului elicei triple. În modelul "Elicea triplă I", cele trei sfere (universitate, industrie și guvern) sunt definite instituțional. Interacțiunile realizate peste granițele sferelor sunt mediate de organizații cum sunt birouri de legătură cu industria, centre de transfer de tehnologie și birouri de contractare. În "Elicea triplă II", elicele sunt definite ca diferite sisteme de comunicații, constând din operarea piețelor, inovații tehnologice și control la interfețe. În modelul "Elicea triplă III", sferele instituționale (universitate, industrie, guvern) își asumă fiecare rolurile celorlalte, universitățile preluând un rol cuasi-guvernamental, ca organizator al inovării regionale sau locale. Arhivat în 1 iunie 2009, la Wayback Machine.
Modelul elicei triple a fost criticat ca fiind extrem de abstract.